# Azo
Azo, známý také jako Azzone, Azzone dei Porci nebo Azolino Porcius, příp. Azzone Soldanus podle příjmení otce (asi 1150 – asi 1230), byl právník, který na přelomu 12. a 13. století vyučoval civilní právo na boloňské univerzitě. Patřil ke škole glosátorů a byl velmi vyhledávaným učitelem, mezi jeho žáky patřili Accursius a pravděpodobně Johannes Teutonicus. Sám byl žákem Bassiana.

## Dílo

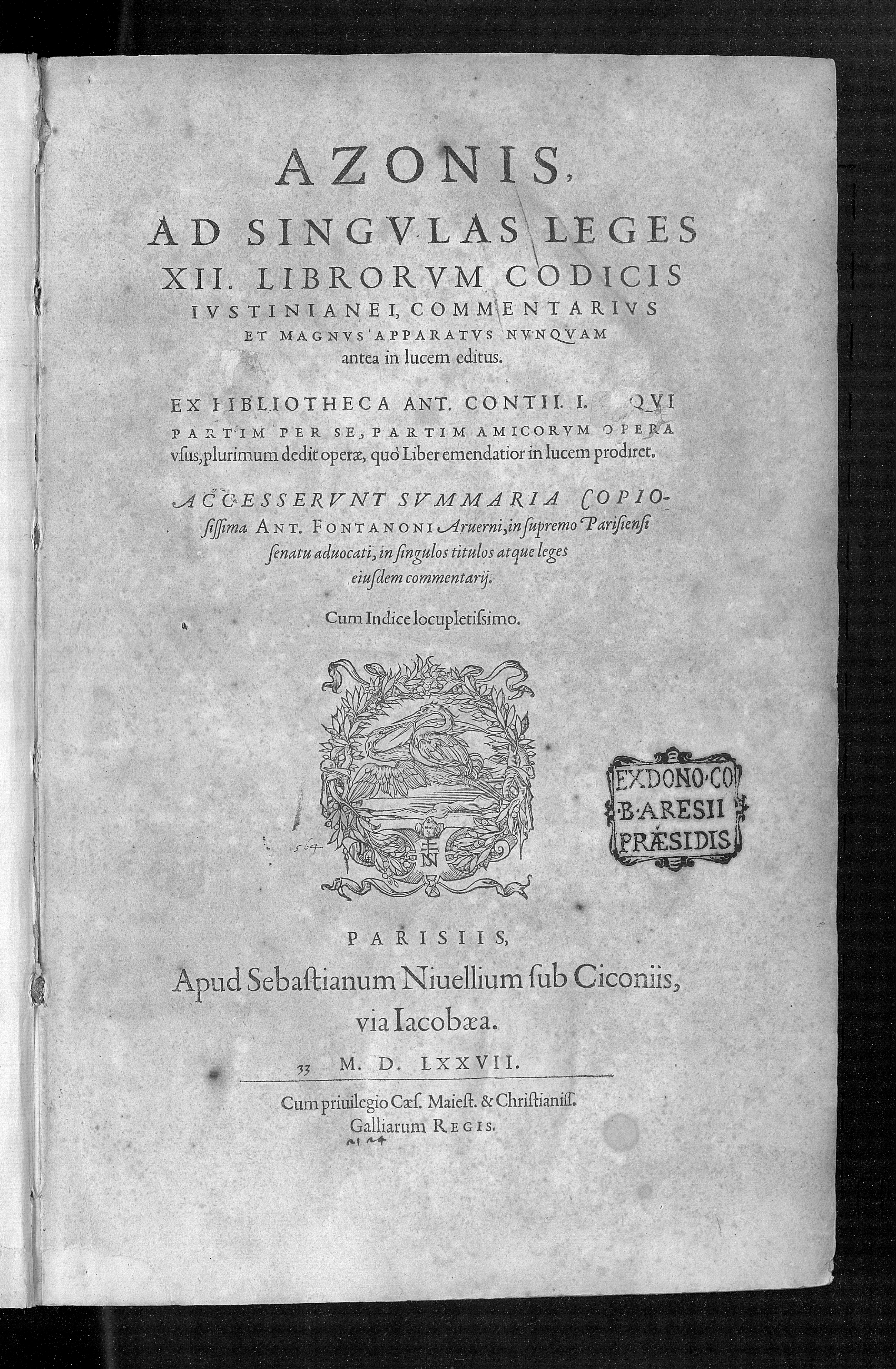
Ad singulas leges XII librorum Codicis Iustinianei commentarius, 1577

Azo napsal glosy na všechny části Corpus iuris civilis. Jeho nejvlivnější prací je Summa ad Codicem, komentář k civilnímu právu uspořádanému podle Justiniánova zákoníku. Summa ad Codicem a Apparatus ad codicem, shromážděné jeho žákem Alessandro de Santo Aegidio a doplněné Hugolinem a Odofredem, vytvořily metodický výklad římského práva. Jako jeden z mála středověkých právních textů v latině byla Summa ad Codicem přeložena do staré francouzštiny. Dalšími významnými Azovými spisy jsou Lectura, Gloassae nebo Brocarda.
Azova díla měla mezi generacemi kontinentálních právníků velkou autoritu, takže se říkalo: „Chi non ha Azzo, non vada al palazzo“ (zhruba přeloženo „Kdo nemá Aza na své straně, nepůjde k soudu“, tj. ani jako žalobce, ani jako soudce). Mnohé Azovy glosy byly nakonec začleněny do Glossa ordinaria jeho žáka Accursia.